# Rogajny (Dubeninki)
Rogajny (deutsch Rogainen, litauisch Rogainiai) ist ein Dorf in der polnischen Woiwodschaft Ermland-Masuren. Es gehört zur Landgemeinde Dubeninki (Dubeningken) im Powiat Gołdapski (Goldap).

## Geographische Lage
Rogajny liegt 14 Kilometer östlich der Kreisstadt Gołdap (Goldap) am Südrand der Rominter Heide (polnisch: Puszcza Romincka). Wenige hundert Meter weiter östlich erhebt sich der 258 Meter hohe – einst Bernsteinberg genannte – Lisia Góra.

## Geschichte
Das einstige Rogainen gab es bereits im 16. Jahrhundert. Das Gut des Dorfes wurde 1555 gegründet. In den 1920er Jahren umfasste es ein Areal von 330 Hektar. Noch heute sind das Gutshaus aus der zweiten Hälfte des 19. Jahrhunderts sowie die Gutskapelle im Park erhalten.
Das Dorf und der Gutsbezirk Rogainen wurden im Jahre 1874 dem neu errichteten Amtsbezirk zugeordnet und gaben ihm den Namen. Dieser bestand bis 1945 und gehörte zum Kreis Goldap im Regierungsbezirk Gumbinnen der preußischen Provinz Ostpreußen.
In Rogainen waren im Jahre 1910 232 Einwohner gemeldet, von denen 144 in der Landgemeinde und 88 im Gutsbezirk lebten. Am 30. September 1928 schlossen sich die Landgemeinde Rogainen und die beiden Gutsbezirke Katharinenhof (polnisch Zawiszyn) und Rogainen zur neuen Landgemeinde Rogainen zusammen. Die Gesamtzahl der Einwohner stieg bis 1933 auf 429 und betrug 1939 noch 396.
In Folge des Zweiten Weltkrieges wurde Rogainen mit dem gesamten südlichen Ostpreußen nach Polen überführt und erhielt die polnische Bezeichnung „Rogajny“. Das Dorf mit seinen 2006 183 Einwohnern ist Sitz eines Schulzenamtes (sołectwo) und gehört zum Verbund der Gmina Dubeninki im Powiat Gołdapski. Zwischen 1945 und 1975 war es in die Woiwodschaft Białystok und von 1975 bis 1998 in die Woiwodschaft Suwałki eingegliedert. Seitdem gehört es zur Woiwodschaft Ermland-Masuren.

### Amtsbezirk Rogainen (1874–1945)
In den Amtsbezirk Rogainen waren zur Zeit seiner Errichtung elf, am Ende noch fünf Dörfer eingegliedert:
| Deutscher Name                       | Änderungsname 1938 bis 1945 | Polnischer Name | Bemerkungen                                 |
| ------------------------------------ | --------------------------- | --------------- | ------------------------------------------- |
| Budweitschen, Kirchspiel Dubeningken | Elsgrund                    | Budwiecie       |                                             |
| Czarnen                              | Scharnen                    | Czarne          | 1939 in den Amtsbezirk Gurnen eingegliedert |
| Katharinenhof                        |                             | Zawiszyn        | 1928 nach Rogainen eingegliedert            |
| Kotziolken                           | seit 1910: Langensee        | Kociołki        |                                             |
| Marlinowen                           | Mörleinstal                 | Marlinowo       | 1939 in den Amtsbezirk Gurnen eingegliedert |
| Meschkrupchen                        | Meschen                     | Meszno          |                                             |
| Ostrowen                             | Mühlhof                     | Ostrowo         | 1928 nach Langensee eingemeindet            |
| Plautzkehmen                         | Engern (Ostpr.)             | Pluszkiejmy     |                                             |
| Rogainen, Landgemeinde               |                             | Rogajny         |                                             |
| Rogainen, Gut                        |                             |                 | 1928 nach Rogainen (LG) eingemeindet        |
| Summowen                             | Summau                      | Sumowo          | 1939 in den Amtsbezirk Gurnen eingegliedert |

Im Januar 1945 gehörten dem Amtsbezirk Rogainen noch an: Elsgrund, Engern, Langensee, Meschen und Rogainen.

## Kirche
Überwiegend war die Bevölkerung Rogainens vor 1945 evangelischer Konfession. Das Dorf war in das Kirchspiel der Kirche Dubeningken eingepfarrt, die zum Kirchenkreis Goldap in der Kirchenprovinz Ostpreußen der Kirche der Altpreußischen Union gehörte. Die wenigen Katholiken waren nach Goldap hin orientiert, wo die Pfarrkirche zum Bistum Ermland gehörte.
Seit 1945 sind die kirchlichen Verhältnisse umgekehrt: die mehrheitlich katholische Bevölkerung nutzt die einstige evangelische Kirche in Dubeninki als ihre Pfarrkirche, die in das Dekanat Filipów im Bistum Ełk (Lyck) der Katholischen Kirche in Polen einbezogen ist. Die geringere Zahl der evangelischen Kirchenglieder gehört zur Kirchengemeinde in Gołdap, einer Filialgemeinde der Pfarrei in Suwałki in der Diözese Masuren der Evangelisch-lutherischen Kirche in Polen.

## Verkehr
Rogajny liegt verkehrstechnisch günstig an der Woiwodschaftsstraße DW 651, die die Kreisstädte Gołdap/Woiwodschaft Ermland-Masuren und Sejny/Woiwodschaft Podlachien miteinander verbindet. In Rogajny endet eine aus der Rominter Heide über Budwiecie (Budweitschen, 1938 bis 1945 Elsgrund) kommende Nebenstraße, die touristisch nicht unbedeutend ist. Über eine Bahnanbindung verfügt Rogajny nicht mehr. Bis 1945 war Meschkrupchen (1938 bis 1945: Meschen, polnisch: Meszno) die nächstgelegene Bahnstation an der auch „Kaiserbahn“ genannten Bahnstrecke Goldap–Szittkehmen/Wehrkichen, die nach dem Krieg nicht mehr aktiviert wurde.